# غابة البيانو
غابة البيانو (باليابانية: ピアノの森 – The perfect world of KAI) (بالإنجليزية: Forest of Piano)‏
غابة البيانو (باليابانية: ピアノの森 – The perfect world of KAI) (بالإنجليزية: Forest of Piano)‏ هي سلسلة مانغا يابانية من تأليف ورسم ماكوتو إيشيكي، نشرت من قبل كودانشا في مجلة Young Magazine Uppers، ثم انتقلت إلى مجلة مورنينغ الأسبوعية، نشرت منذ 5 أغسطس عام 1998 حتى 5 نوفمبر عام 2015، وتكونت 26 مجلدًا. أنتجت المانغا إلى فيلم أنمي من قبل استوديو مادهاوس، ومن إخراج ماسايوكي كوجيما، عرض 21 يوليو عام 2007. أنتجت المانغا أيضا إلى مسلسل أنمي تلفزيوني من قبل استوديو غاينا، عرض الأنمي في 8 أبريل عام 2018 واستمر عرضه حتى 14 أبريل عام 2019، وتكون من 24 حلقة.

## القصة
تدور أحداث القصة عن فتى اسمه كاي إيتشينوسي الذي يهرب في الليل ليعزف على البيانو في الغابة، وعن شوهي أماميا هو ابن عائلة موسيقية راقية، ويحلم بأن يصبح عازف بيانو محترف.

## الشخصيات
كاي إيتشينوسي (باليابانية: 一ノ瀬 海، بالروماجي: Ichinose Kai)
مؤدي الصوت: سوما سايتو
ريوكو شيرايشي (أيام الطفولة)
سوسوكي أجينو (باليابانية: 阿字野壮介، بالروماجي: Ajino Sōsuke)
مؤدي الصوت: جونيتشي سوابي
شوهي أماميا (باليابانية: 雨宮修平، بالروماجي: Amamiya Shūhei)
مؤدية الصوت: ناتسوكي هاناي
يو تايتشي (أيام الطفولة)
وي بانغ (باليابانية: パン・ウェイ، بالروماجي: Pan Uey)
مؤدي الصوت: يويتشي ناكامورا
ليش سزيمانوسكي (باليابانية: レフシマノフキ، بالروماجي: Ref Shimanofuki)
مؤدي الصوت: كين
تاكاكو ماروياما (باليابانية: 丸山誉子، بالروماجي: Maruyama Takako)
مؤدية الصوت: آوي يوكي
صوفي أورميسون (باليابانية: ソフィ・オルメッソン، بالروماجي: Soffi Orumeson)
مؤدية الصوت: ماريا إيسي
كارول أدامسكي (باليابانية: カロル・アダムスキ، بالروماجي: Karoru Adamusuki)
مؤدي الصوت: كاتسويوكي كونيشي
نامي أماميا (باليابانية: 雨宮奈美恵، بالروماجي: Amamiya Namie)
مؤدية الصوت: ماري مياكي

## وصلات خارجية
- غابة البيانو على موقع مورنينغ الأسبوعية باللغة اليابانية
- موقع الأنمي الرسمي باللغة اليابانية
- غابة البيانو على موقع ANN manga (الإنجليزية)